# XEBCO-AM
XEBCO-AM, La Poderosa Voz de Colima, fue una estación de radio en Amplitud Modulada localizada en Villa de Álvarez, Colima. 
Transmitió en los 1210 kHz de la banda de Onda Media (Amplitud Modulada) con 50,000 watts de potencia diurnos y 5,000 watts de potencia nocturnos.

## Historia
El 26 de junio de 1986, inicia transmisiones XEBCO-AM que surgió como una coinversión entre el Instituto Mexicano de la Radio y el Gobierno del estado de Colima, con el nombre de RADIO OCCIDENTE, LA VOZ DE COLIMA.Tiempo después fue llamada "LA PODEROSA VOZ DE COLIMA", Por su cobertura dentro y fuera del país, ya que la señal viajaba a ciudades del Viejo Continente, teniendo como prueba de ello , correspondencia de muchos países en América, Asia y Europa.
En 2004, la emisora dejó de formar parte del Instituto Mexicano de la Radio a iniciativa de la directora de dicho instituto, el permiso de operación de la estación fue cedido al Gobierno del estado de Colima. 
El 17 de marzo de 2005, fue presentada la nueva imagen de la emisora dependiente del organismo público estatal Instituto Colimense de la Radio, conociéndose a partir de ese momento con el nombre de Conexión 1210 AM.
Posteriormente, el 10 de febrero de 2007 se crea el Instituto Colimense de Radio y Televisión, resultado de la unión del Instituto Colimense de la Radio y TeveColima XHAMO-TV Canal 11.
El 30 de abril de 2007, fue la última transmisión de XEBCO-AM 1210 kHz Conexión 1210 AM.
El 1 de mayo de 2007, transmite por primera vez XHIRC-FM 98.1 MHz con el nombre de Conexión.

### Cobertura
La cobertura de la señal de la emisora XEBCO-AM 1210 kHz, fue la siguiente:
- En el estado de Colima:

Armería, Colima, Comala, Coquimatlán, Cuauhtémoc, Ixtlahuacán, Manzanillo, Minatitlán, Tecomán y Villa de Álvarez.
- En el estado de Michoacán:

Aquila, Coahuayana, Cualcomán y Tepelcatepec.
- En el estado de Jalisco:

Amacueca, Atoyac, Autlán de Navarro, Casimiro Castillo, Cd. Venustiano Carranza, Concepción de Buenos Aires, Cuautitlán, Chiquilistán, El Grullo, Gómez Farías, Juchitlán, Mazamitla, Pihuamo, Cihuatlán, Tapalpa, Tecatitlán, Toliman, Tonalá, Tuxpan, Zapotitlán Badillo, Techaluta de Montenegro, Tamazula de Gordiano y Texcacuesco.

## Nombres de la emisora
Estos son los nombres con los que se conoció a la estación XEBCO-AM 1210 kHz:
- La Poderosa Voz de Colima, permisionada al Instituto Mexicano de la Radio.
- Conexión 1210 AM, permisionada al Gobierno del estado de Colima.